# Jörg Zillies
Jörg Zillies (* 5. September 1946 in Potsdam) ist ein deutscher Industrie-Apotheker, Unternehmensberater, Kommunalpolitiker der CDU in Bielefeld, im Aufsichtsrat der aconso AG,  Sportfunktionär und ehemaliger Sportmoderator beim Hörfunk des WDR. Bekannt wurde er als Präsident des Sportvereins DSC Arminia Bielefeld.

## Tätigkeiten

### Berufsleben
Zillies ist promovierter Pharmazeut und in diesem Zusammenhang als freiberuflicher Apotheker in der Arzneimittelindustrie tätig gewesen.
Außerdem war er Inhaber des pharmazeutischen Unternehmens Pharbil und Geschäftsführer deren Nachfolgerin NextPharma.
Später war Zillies als Experte bei einer Unternehmensberatung tätig, bei der er sich um die Sanierung und Restrukturierung von in Schieflage geratenen Unternehmen kümmerte.

### Politiker
Zillies ist Mitglied des Kreisvorstandes der CDU Bielefeld und gehörte dem Rat der Stadt Bielefeld von 2004 bis 2009 als direkt gewähltes Ratsmitglied für den Wahlkreis Sennestadt-Nord an.
Daneben saß er für die CDU im Hauptausschuss der Stadt Bielefeld und als Gesellschaftsvertreter beim Jobcenter Arbeitplus Bielefeld.

### Sportfunktionär
Zillies war zwischen 2001 und 2003 als 1. Vorsitzender der Handballabteilung des Bielefelder Zweitligisten TSG Altenhagen-Heepen tätig und rettete diesen vor der Insolvenz, indem er ein Sanierungskonzept entwickelte.
Am 30. August 2011 gab Zillies seine Kandidatur als Präsident bei Arminia Bielefeld bekannt und wurde am 11. September 2011 zu diesem gewählt.
Er ist Nachfolger des Interims-Präsidenten Hans Joachim Faber, welcher den Präsidenten Wolfgang Brinkmann beerbte, der im Juni 2011 zurückgetreten war. Am 15. Juli 2013 trat Zillies als Präsident von Arminia Bielefeld aus privaten und persönlichen Gründen zurück.

### Radiomoderator
In den 1980er Jahren war Zillies Fußballmoderator beim Hörfunk des WDR und gehörte dem Radio-Team um Kurt Brumme in der Sendung Sport und Musik an.

## Privatleben
Jörg Zillies hat in den 1960er Jahren als aktiver Handballer für Arminia Bielefeld gespielt. Später wechselte er zum TSV Altenhagen 03 als Handballspieler und Betreuer, wo er sowohl in der Ober- als auch in der Regionalliga aktiv war. Zwischenzeitlich wurde Zillies für zwei Jahre Spielertrainer bei Arminia Bielefeld, bis er schließlich in den 1980er Jahren die Jugend in Altenhagen trainierte. Daneben ist Zillies Mitglied in den Tennisvereinen THC Gelb-Weiß Bielefeld und Bielefelder TTC und spielt Golf.
Er lebt in Bielefeld und ist verheiratet und hat drei Kinder.